# ナイジェリアの国章
ナイジェリアの国章（ナイジェリアのこくしょう）には、白いY字型の模様が描かれている黒い盾がある。白い模様はナイジェリアを流れるベヌエ川とニジェール川を表している。黒い盾はナイジェリアの良質な土を意味し、左右の白馬は気品を表す。鷲は力を意味し、盾の上の緑と白の帯は国の豊かな農地を表す。地面の黄色い花（右の絵では間違って赤くなっている）は、ナイジェリアの国花のCostus spectabilisである。
紋章記述では、
Sable a pall wavy Argent, supported by two horses Argent, and set for a crest on a wreath, Argent and Vert, an eagle displayed Gules
と表される。

海軍の紋章